# 府金重哉
府金 重哉（ふがね しげや、1989年（昭和64年）1月5日 - ）は俳優。宝映テレビプロダクションに所属していた。千葉県出身。血液型はO型。

## 出演作品

### テレビドラマ
- 氷の家族（2000年(平成12年)、MXTV） - 星野少年 役
- 3年B組金八先生（TBS） - 金丸博明（車掌） 役
  - 第7シリーズ（2004年(平成16年)10月15日 - 2005年(平成17年)3月25日）
  - スペシャル11「未来へつなげ 3B友情のタスキ〜たった一人の卒業式…3Bの絆は再び迫る薬物依存の魔の手から仲間を救い出せるのか!?」（2005年(平成17年)12月30日）
  - 3年B組金八先生ファイナル〜「最後の贈る言葉」（2011年(平成23年)3月27日）
- 広島 昭和20年8月6日（2005年(平成17年)、TBS） - 矢島年明の体験談を聞く学生 役
- 砂時計（2007年(平成19年)、TBS） - 上野真 役

### バラエティ
- 正義の味方（日本テレビ）
- ロンブー龍（日本テレビ）
- モグモグGOMBO（日本テレビ）
- ダウンタウンセブン（TBS）
- ウッチャキ・ナンチャキ（TBS）
- ザ・ジャッジ 〜得する法律ファイル〜（フジテレビ）再現ドラマ
- 特捜TV!ガブリンチョ（テレビ朝日）

### 映画
- ウルトラマンコスモス THE FIRST CONTACT（2001年） - ミツル 役
- 俺たちに明日はないッス（2008年）

### CM
- 森永「おっとっと」
- 日清「ごんぶと」

### 舞台
- トウキョウラヂヲ
- 魔界Dance Show